# Tiger Force

Einheitsabzeichen der Tiger Force

Die Tiger Force  war eine Spezialeinheit der amerikanischen Streitkräfte im Vietnamkrieg. Die im Einsatz durchschnittlich rund 45 Mann starke Teileinheit des 1. Bataillon, 327. Regiment, 1. Brigade, 101. Airborne Division existierte von 1965 bis 1970 als Fernspähzug. Sie verübte von Mai bis November 1967 in den südvietnamesischen Provinzen Quảng Ngãi und Quảng Tin nahe der Demarkationslinie am 17. Breitengrad eine Reihe von Kriegsverbrechen. Die Zahl ihrer Opfer lag im dreistelligen, möglicherweise vierstelligen Bereich. Hinweise auf diese Gräueltaten führten zu armeeinternen Nachforschungen, die sich von Februar 1971 bis Juni 1975 hinzogen – die längste Ermittlung während des Vietnamkrieges. Von den tatverdächtigen Mannschaften und Offizieren wurde niemand angeklagt. Im Herbst 2003 publizierte ein Reporterteam der Lokalzeitung Toledo Blade (Ohio) eine vierteilige Artikelserie über diese Kriegsverbrechen sowie den Verlauf der Ermittlungen. Die Redakteure gewannen damit im Juni 2004 den Pulitzer-Preis in der Kategorie „Investigativer Journalismus“.

## Hintergrund

### Kriegssituation
Seit 1965 befanden sich amerikanische Kampftruppen offiziell in Südvietnam. Zuvor agierten dort amerikanische Militärs im Beraterstatus, 1963 waren es 16.300 Mann. Die mit der ständigen Erhöhung von Truppenanzahl und Feuerkraft verbundenen, immer wieder öffentlich vorgetragenen Versprechungen militärischer und politischer Erfolge blieben unerfüllt. Die amerikanische Regierung unter Präsident Lyndon B. Johnson geriet in der zweiten Hälfte der 1960er Jahre so in eine „Glaubwürdigkeitslücke“ (credibility gap), die sich bereits während Kennedys Amtszeit aufgetan hatte. Unterstützt von Truppen Nordvietnams war der Vietcong weiter auf dem Vormarsch. Die Bevölkerung blieb von den Maßnahmen des korrupten südvietnamesischen Regimes und von den Verheißungen des amerikanischen Freiheits- und Wohlstandsdiskurses weitgehend unbeeindruckt. Die Sorgen der führenden amerikanischen Politiker und Militärs ließen sich nicht bannen: erstmals in ihrer Geschichte standen die Vereinigten Staaten vor einer Kriegsniederlage; Vietnam würde – so die Annahme – anschließend an den als monolithischen Block imaginierten Kommunismus fallen und gemäß der „Domino-Theorie“ ganz Südostasien mitreißen. Es drohte der Verlust politischer Glaubwürdigkeit, militärischen Prestiges und geopolitischer Einflusssphären.
Insbesondere die mittlere Führungsebene des amerikanischen Militärs erfasste den Kriegserfolg – in Ermangelung von Siegen in großen Feldschlachten und dauerhaften Geländegewinnen – per body count und meldete ihn regelmäßig an das Oberkommando, das Military Assistance Command, Vietnam. Die übermittelten Angaben galten als eine zentrale Kennzahl, die in entsprechende Statistiken einfloss. Vom amerikanischen Verteidigungsminister Robert McNamara war bekannt, dass er mit seinen engsten Beratern im Verteidigungsministerium diese und andere Zahlen zu Tabellen, Statistiken und Diagrammen aufbereiten ließ, um auf dieser Basis Zielvorgaben zu formulieren. Die Qualität derartiger Informationen geriet dabei ins Hintertreffen: Ob tatsächlich Menschen getötet wurden oder Soldaten und Offiziere bloß entsprechende Behauptungen aufstellten, ob mehr oder weniger Menschen als gemeldet ums Leben kamen, ob es sich um getötete Zivilisten oder um bewaffnete Feinde handelte – all das ließ sich an den Ziffern kaum noch ablesen. Es scheint, dass Body-Count-Statistiken das Kernstück einer manipulierten Zahlenwelt bildeten.
In Vietnam wurde ein asymmetrischer Krieg geführt. Vollkommen unterschiedlich ausgerüstete und geschulte Kämpfer trafen aufeinander, das Verständnis von Kriegsführung war jeweils ein anderes. Diese Ungleichheit zeigte sich in vor der Küste ankernden US-Flugzeugträgern, große Bombenladungen abwerfenden B-52-Bombern („Stratofortress“) und allgegenwärtigen Militärhubschraubern auf der einen Seite sowie per Fahrrad transportiertem Nachschub, Heckenschützen, im Dschungeldickicht ausgebrachten Sprengfallen und plötzlichen hit and run-Anschlägen auf der anderen Seite. Der asymmetrische Krieg drohte stets, „weiche“ Ziele zu treffen – insbesondere Nichtkombattanten beziehungsweise Zivilisten – und das ius in bello (Recht im Krieg) faktisch außer Kraft zu setzen: Der Vietcong versuchte, mit Terror die Zivilbevölkerung zur Duldung und Unterstützung der Guerilla zu bewegen, die Amerikaner nutzten Terror, um sie davon abzuhalten beziehungsweise um das Umfeld des Vietcong „auszutrocknen“. Für den Vietcong kam ein weiterer Effekt hinzu, wenn er aus dem zivilen Umfeld heraus angriff und dort Deckung suchte: Gegenschläge der US-Truppen zogen die Zivilbevölkerung erheblich in Mitleidenschaft und untergruben so den Anspruch der Amerikaner, eine moralisch überlegene Sache zu vertreten.

### Einordnung und Charakteristika der Einheit
1965 gründete David Haskell Hackworth, der am höchsten dekorierte Infanterist der US-Armee, die Tiger Force mit dem Ziel, die Guerilla des Vietcong mit ihren eigenen Mitteln zu schlagen („to outguerilla the guerilla“). Dabei präferierte er den Kampf in Klein- und Kleinstgruppen. Hier lag ein deutlicher Unterschied zur herkömmlichen Strategie, die auf überlegene Feuerkraft und große Truppenkontingente setzte.
Grundsätzlich kombinierte die Tiger Force als Recondo unit Aufklärungs- und Kommandofunktionen. Ihr näherer Auftrag bestand im Aufspüren feindlicher Positionen, in der Markierung von Zielen für amerikanische Luftangriffe oder Landeoperationen, in der Durchführung von Sabotage-Aktionen, in der Unterbrechung von Nachschublinien des Vietcong sowie in der Entführung und gegebenenfalls Ermordung von Kadern dieser Guerilla.
Bereits bei der Gründung der Tiger Force war eine nur lose Anbindung an übergeordnete Truppenteile beabsichtigt. Einige Offiziere erblickten darin die Gefahr einer Verselbständigung, aber William Westmoreland, der Oberkommandierende der amerikanischen Truppen in Vietnam, beharrte darauf, dass derartig autonome Einheiten im Guerillakrieg notwendig seien. Solche Kampftruppen „sollten an einer möglichst langen Leine gehalten werden“.
Die Tiger Force wurde in der Regel vor schwierige Aufgaben gestellt. So sollte sie Guerilla-Einheiten den Rückzug abschneiden oder deutlich größere Einheiten der US-Armee entsetzen, wenn diese in schwere Feuergefechte verwickelt waren. Am 7. Februar 1966 traf die Tiger Force beispielsweise auf sehr gut verschanzte feindliche Einheiten. Sie konnte sich aus dem Feuergefecht erst befreien, nachdem ihr Kommandeur James A. Gardner, der auch zu den Ausbildern der Einheit gehörte, drei feindliche Bunker im Alleingang angegriffen hatte. Gardner kam dabei ums Leben und wurde für seinen Mut postum mit der Medal of Honor geehrt. Am 11. Juni 1966 verfolgte die Tiger Force in der Nähe von Dak To nahe der Grenze zu Laos ein nordvietnamesisches Regiment. Bei den entsprechenden Feuergefechten kamen elf Tiger-Force-Mitglieder ums Leben.
Kurz vor ihrer Verwendung im Song Ve-Tal und anschließend im Dschungel von Quảng Tin geriet die Tiger Force am 15. Mai 1967 westlich von Duc Pho in einen Hinterhalt nordvietnamesischer Soldaten. In dem mehrstündigen Gefecht erlitten 25 GIs Verletzungen, zwei starben. Die Tiger Force bezeichnete diese Auseinandersetzung anschließend als „Mother’s Day Massacre“ („Muttertagsmassaker“).
Rund 120 Fallschirmjäger – alle kampferfahrene Freiwillige – taten zwischen Mai 1967 bis November 1967 Dienst in der Tiger Force, als Angehörige dieser Einheit Kriegsverbrechen verübten. Zeitgleich waren jedoch stets nur rund 45 Mann im Einsatz, oft wochenlang in Kleingruppen unterwegs und weit abseits ihres Basiscamps. Nach November 1967 wurde die Tiger Force verlegt. Ihre Aufgabe bestand nun in der Verteidigung eines amerikanischen Camps nahe der Grenze zu Kambodscha. Im Oktober 1968 zeichnete Lyndon B. Johnson die Einheit für ihr Kampfverhalten mit einer Presidential Unit Citation aus. Ende 1970 scheint die Tiger Force aufgelöst worden zu sein.
Die Angehörigen der Tiger Force trugen keine regulären Uniformen, sondern Tarnanzüge ohne Truppen- und Rangabzeichen. Anstelle des Stahlhelms benutzen sie breitkrempige Allwetterhüte. Den Männern war erlaubt, sich Bärte wachsen zu lassen. Als Zeichen ihrer besonderen Stellung war ihnen das offene Tragen von Handfeuerwaffen gestattet. Die Tiger-Force-Angehörigen sahen sich selbst als „Elite der Elite“, sie wurden von anderen amerikanischen Soldaten im Vietnameinsatz bewundert und gefürchtet.
Zu den Auffälligkeiten dieser Einheit gehörte, dass sie in keiner einzigen Registratur der US-Armee verzeichnet war. In dieser Hinsicht war sie eine Art „ghost platoon“ (Geistereinheit). Die Tiger Force zählte jedoch formal zum 1. Bataillon, 327. Regiment, 1. Brigade, 101. Airborne Division, das bei Westmoreland große Anerkennung genoss. Der General sprach mehrfach von „meiner Feuerwehr“ und betrachtete das Bataillon als harten Kern der 101. Airborne Division. Diese Charakterisierung spiegelte sich in Selbstbezeichnungen. Colonel Gerald E. Morse, der am 9. August 1967 das Kommando über das 1. Bataillon übernahm, nutzte im Funkverkehr den Aliasnamen Ghost Rider. Während der Operation Wheeler (11. September 1967 bis 27. November 1967) gab er den drei Kompanien seines Verbands neue Namen: Die A-Company hieß fortan Assassins (Attentäter), die B-Company erhielt den Titel Barbarians (Barbaren) und die C-Company ließ er als Cutthroats (Halsabschneider) ansprechen. Von einem Spielkartenhersteller in den Vereinigten Staaten ließ man sich 10.000 Pik-Ass-Karten schicken, um sie in den umkämpften Gebieten bzw. auf den Leichen getöteter Vietnamesen zu hinterlassen. Das Pik-Ass gilt als Todeskarte und symbolisiert insbesondere Aggressivität, drohendes Unglück und Tod.

### Lage im Einsatzgebiet der Tiger Force

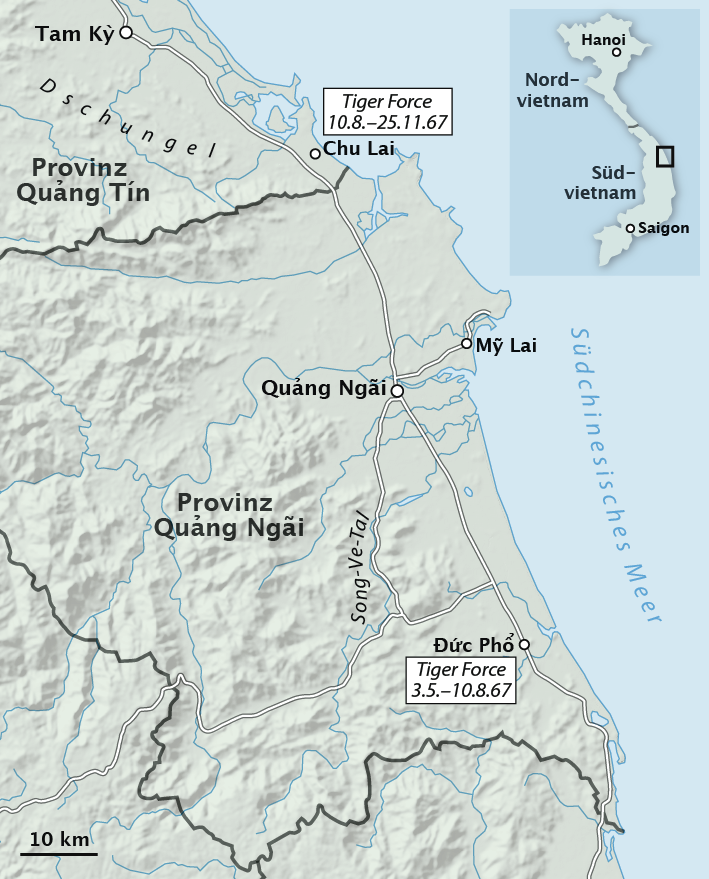
Einsatzgebiet der Tiger Force von Mai bis November 1967

Die Provinzen Quảng Ngãi und Quảng Tin gehörten zur I Corps Tactical Zone. In dieser nördlichsten der insgesamt vier Corps Tactical Zones bündelte sich das Kriegsgeschehen. Es war für beide Parteien die Zone „mit der höchsten Truppenkonzentration, dem intensivsten Kampfgeschehen und folglich auch den größten Verlustraten“. 54 Prozent aller in Vietnam gefallenen GIs starben hier.
Das Song Ve-Tal liegt in der Provinz Quảng Ngãi. Es ist rund sieben Kilometer lang und zehn Kilometer breit und zählte damals zu den fruchtbarsten Landstrichen Vietnams. Die buddhistischen Bauern des Flusstales unterstützten den Vietcong nicht aktiv, sondern versuchten, sich aus dem Krieg herauszuhalten. Der im Tal erzeugte Reis galt jedoch als potenzielle Beute des Vietcong. Aus diesem Grund rückte das Gebiet in den Fokus der amerikanischen Truppen: Die Bevölkerung sollte in relocation camps (umzäunte und bewachte Lager) verbracht und die Felder unbrauchbar gemacht werden. Die entsprechende Operation Rawhide verlief in den Augen der amerikanischen Militärführung unbefriedigend: Rund 2000 Bauern lebten weiterhin im Song Ve-Tal, sie hatten sich versteckt oder kamen heimlich zurück. Daraufhin entschieden die Befehlshaber, die Dörfer im Tal niederzubrennen, und erklärten die Vietnamesen außerhalb der relocation camps für vogelfrei. Zwei Drittel des Gebiets wurden zur Free Fire Zone erklärt – praktisch eine Lizenz zum großflächigen Zerstören und Vernichten ohne weitere Koordination mit übergeordneten militärischen Stellen. Der Tiger Force war während ihres zweimonatigen Aufenthalts in diesem Tal die Rolle eines furchteinflößenden Stoßtrupps zugedacht.
In Quảng Tin herrschten andere Bedingungen. Hier galt es für die Tiger Force ab dem 10. August 1967, gegen Teile der gefürchteten 2. Infanteriedivision der nordvietnamesischen Armee einen Dschungelkrieg zu führen. Das US-Oberkommando schätzte, dass 7500 nordvietnamesische Soldaten über die Ausläufer des Ho-Chi-Minh-Pfades nach Quảng Tin gelangten, dort für Nachschub sorgten und neue Basislager errichteten. Das natürliche Umfeld der avisierten Kämpfe zwischen Chu Lai und Tam Kỳ bestand aus schwer zugänglichem bergigen Dschungel. Fünf Mitglieder der Tiger Force wurden hier getötet, zwölf weitere in den Kämpfen verwundet.

## Kriegsverbrechen
Die Tiger Force gebärdete sich im Einsatzgebiet Quảng Ngãi und Quảng Tin zwischen Mai und November 1967 wie eine Todesschwadron. Dabei setzte sie im Vietnamkrieg Maßstäbe eigener Art: „Jedenfalls ist nicht bekannt, dass irgendeine andere Einheit derart lange und faktisch auf eigene Rechnung gemordet hätte.“ Zu ihren Verbrechen gehörten Diebstähle, Brandschatzungen, Vergewaltigungen, die Folterung Gefangener, massives Maschinengewehr-Feuer auf bewohnte Dörfer, das Zielschießen auf Zivilisten, die wahllose Erschießung von Bauern, die Ermordung von zufällig angetroffenen Menschen, Zu-Tode-Prügeln von Wehrlosen, Einzel- und Gruppenexekutionen, die absichtliche Tötung von Alten, Kranken, Behinderten und Frauen, das Erdolchen, Skalpieren, Bajonettieren und Strangulieren, die Enthauptung eines Babys, die Verstümmelungen von Leichen sowie das Schmücken mit Leichenteilen.
Der Spezialeinheit fielen Hunderte, wenn nicht gar Tausende Vietnamesen zum Opfer. Die Zahl der Toten lässt sich insbesondere deswegen kaum genauer bestimmen, weil Tiger-Force-Soldaten viele schutzsuchende Personen töteten, indem sie ohne Vorwarnung Handgranaten in Erdbunker warfen und eine anschließende Zählung der Leichen unterblieb.
Die Tiger Force trug zur Body-Count-Praxis der US Army bei. Colonel Gerald E. Morse erteilte ihr die Anweisung, für 327 Tote zu sorgen – der Regiment-Nummer entsprechend. Am 19. November 1967 meldete die Einheit Vollzug, die gewünschte Zahl der Getöteten war erreicht.

### Übersicht über Täter und Taten
Gemäß der armeeinternen Untersuchungen und der Recherchen des Toledo Blade waren folgende Personen an Misshandlungen und Verbrechen beteiligt:
- Feldwebel James Robert Barnett
  - beteiligte sich am 28. Juli 1967 an der Erschießung von vier unbewaffneten weiblichen und männlichen Reisbauern im Song Ve-Tal, einer der tödlich getroffenen Bauern war der 60-jährige Kieu Cong, es starben ferner Le Muc und Phung Giang sowie eine ältere Frau aus der Trang-Familie, weitere sechs Bauern wurden bei dieser Aktion verletzt[38]
  - nahm im Dschungel der Provinz Quảng Tin zusammen mit weiteren Tiger-Force-Soldaten mit Sturmgewehren beziehungsweise Maschinengewehren mehrfach Hütten, in denen sich Dorfbewohner befanden, unter massives Feuer – bei diesen Attacken wurden die Bewohner verletzt oder getötet[39]
  - erschoss im Dschungel der Provinz Quảng Tin zusammen mit anderen sieben unbewaffnete, gefangene Dorfbewohner unterschiedlichen Alters, alle männlich[40]
  - erschoss auf Befehl von Harold Trout im Dschungel der Provinz Quảng Tin eine gefangene, unbewaffnete junge Dorfbewohnerin, die Trout zuvor vergewaltigt hatte[41]
  - erschoss im Dschungel der Provinz Quảng Tin westlich von Than Moi einen unbewaffneten Vietnamesen[42]
- Specialist Barry Bowman, Sanitäter
  - tötete in einem Dorf nahe dem Fluss Son Ly im Dschungel der Provinz Quảng Tin einen verletzten, unbewaffneten älteren Dorfbewohner aus kürzester Distanz per Kopfschuss[43]
- Specialist William Carpenter
  - tötete westlich von Chu Lai im Dschungel der Provinz Quảng Tin einen unbewaffneten, verwundeten alten Dorfbewohner durch einen Schuss aus kurzer Distanz in den Hals[44]
- Gefreiter James Cogan
  - schoss westlich von Chu Lai im Dschungel der Provinz Quảng Tin einem wehrlosen alten Dorfbewohner mit seiner Pistole in den Mund[45]
- Feldwebel William Doyle, einer der Truppführer der Tiger Force
  - erschoss einen unbewaffneten Jugendlichen hinterrücks, nachdem er diesen zum Verlassen des Ortes aufgefordert hatte[46]
  - gab im Song Ve-Tal den Befehl zur Exekution eines wehrlosen vietnamesischen Bauern, nachdem er ihn zuvor mit seinem Gewehr geprügelt hatte[47]
  - beteiligte sich am 28. Juli 1967 an der Erschießung von vier unbewaffneten weiblichen und männlichen Reisbauern im Song Ve-Tal (Näheres siehe bei James Robert Barnett)
  - gab im Dschungel der Provinz Quảng Tin den Befehl zur Erschießung eines unbewaffneten, gefangenen und durch ihn selbst bereits angeschossenen Dorfbewohners[48]
- Feldwebel Charles Fulton
  - warf zusammen mit anderen Tiger-Force-Mitgliedern im Dschungel der Provinz Quảng Tin Handgranaten in einen Erdbunker, in dem unbewaffnete Vietnamesen Schutz gesucht hatten, anschließend reagierten er und andere Mitglieder der Tiger Force nicht auf Schreie von Verletzten[49]
- Specialist Kenneth „Boots“ Green
  - beteiligte sich am 28. Juli 1967 an der Erschießung von vier unbewaffneten weiblichen und männlichen Reisbauern im Song Ve-Tal (Näheres siehe bei James Robert Barnett)
  - prügelte im Song Ve-Tal zusammen mit Sam Ybarra auf einen gefangenen nordvietnamesischen Soldaten ein, bis dieser bewegungslos am Boden lag (Näheres siehe bei Sam Ybarra)[50]
  - folterte und tötete einen Gefangenen durch Stiche in den Rücken und Hals[51]
  - feuerte im Dschungel der Provinz Quảng Tin ohne Vorwarnung zusammen mit anderen auf einen Weiler und seine Bewohner, der Angriff hatte viele zivile Tote und Verletzte zur Folge[52]
- Feldwebel James Haugh
  - befahl Mitgliedern der Tiger Force im Dschungel der Provinz Quảng Tin Handgranaten in einen Erdbunker zu werfen, in dem unbewaffnete Vietnamesen Schutz gesucht hatten (Näheres siehe bei Charles Fulton)[53]
  - feuerte mit Gewehren ohne Vorwarnung im Dschungel der Provinz Quảng Tin in der Nähe des Flusses Son Ly zusammen mit weiteren Tiger-Force-Soldaten auf ein Dorf, bei dieser Attacken wurden viele Zivilisten verletzt oder getötet[54]
- Oberleutnant James Hawkins, seit Anfang Juli 1967 Kommandeur der Tiger Force[55]
  - befahl im Song Ve-Tal am Morgen des 27. Juli 1967 die Exekution von zwei vietnamesischen Gefangenen[56]
  - befahl am 28. Juli 1967 die Erschießung von vier unbewaffneten weiblichen und männlichen Reisbauern im Song Ve-Tal (Näheres siehe bei James Robert Barnett)[57]
  - tötete den wehrlosen, misshandelten und verletzten 68-jährigen Zimmermann Dao Hue aus dem Dorf Hanh Tin im Song Ve-Tal mit zwei Schüssen, einer davon ein Kopfschuss[58]
  - eröffnete ohne Vorwarnung in der Nähe des Dorfes Hanh Tin im Song Ve-Tal das Feuer auf zwei unbewaffnete vietnamesische Frauen, weitere Tiger-Force-Mitglieder schlossen sich dem Beschuss an, eine der beiden Frauen wurde verletzt[59]
  - veranstaltete im Dschungel der Provinz Quảng Tin zusammen mit Edward Sanders ein Zielschießen auf einen Reisbauern[60]
  - duldete, dass Tiger-Force-Mitglieder Leichen verstümmelten[61]
- Gefreiter Terrance Kerrigan
  - erschoss auf Befehl von Harold Trout einen gefangenen vietnamesischen Zivilisten[62]
  - beteiligte sich im Dschungel der Provinz Quảng Tin zusammen mit weiteren Tiger-Force-Soldaten an der Beschießung von Hütten, in denen sich Dorfbewohner befanden – bei diesen Attacken wurden Bewohner verletzt oder getötet (Näheres siehe bei James Robert Barnett)[63]
  - verstümmelte im Dschungel der Provinz Quảng Tin Leichen von Vietnamesen, indem er diesen die Ohren abschnitt und diese Leichenteile an einer Halskette trug[64]
- Hauptmann Harold McGaha, als Nachfolger von James Hawkins seit dem 1. November 1967 Befehlshaber der Tiger Force
  - duldete das Tragen von mit Menschenohren bestückten Halsketten[65]
  - duldete, dass Gewehre mit Skalpen geschmückt wurden[66]
  - befahl im Dschungel der Provinz Quảng Tin die Eröffnung des Feuers auf Hütten, in denen sich Dorfbewohner befanden – bei dieser Attacke wurden viele Bewohner verletzt oder getötet[63]
- Feldwebel Ernest Moreland
  - bajonettierte im Song Ve-Tal gemeinsam mit Robin Varney einen zuvor misshandelten Gefangenen[67]
- Oberleutnant Edward Sanders, im Einsatzgebiet einer der Befehlshaber der Tiger Force
  - veranstaltete im Dschungel der Provinz Quảng Tin zusammen mit James Hawkins ein Zielschießen auf einen Reisbauern (Näheres siehe bei James Hawkins)
- Gefreiter Floyd Sawyer
  - beteiligte sich im Dschungel der Provinz Quảng Tin an der Folter von zwei Gefangenen und tötete anschließend einen der beiden[68]
- Feldwebel Harold Trout, einer der Truppführer der Tiger Force
  - erschoss im Song Ve-Tal einen verletzten unbewaffneten Zivilisten[69]
  - misshandelte im Song Ve-Tal den 68-jährigen Dao Hue (Näheres siehe bei James Hawkins)
  - befahl James Cogan im Dschungel der Provinz Quảng Tin die Tötung eines unbewaffneten alten Mannes (Näheres siehe bei James Cogan)
  - befahl James Robert Barnett im Dschungel der Provinz Quảng Tin, eine gefangene, unbewaffnete junge Dorfbewohnerin zu erschießen, die er selbst zuvor vergewaltigt hatte (Näheres siehe bei James Robert Barnett)
  - duldete im Dschungel der Provinz Quảng Tin die Folter und Tötung von zwei Gefangenen (Näheres siehe bei Floyd Sawyer)
- Feldwebel Robin Varney
  - bajonettierte im Song Ve-Tal gemeinsam mit Ernest Moreland einen zuvor misshandelten Gefangenen[70]
- Gefreiter Sam Ybarra[71]
  - prügelte im Song Ve-Tal zusammen mit Kenneth „Boots“ Green auf einen gefangenen nordvietnamesischen Soldaten ein, bis dieser bewegungslos am Boden lag, und schnitt diesem anschließend die Kehle durch[72]
  - erschoss einen unbewaffneten Jugendlichen und stahl diesem anschließend die Schuhe[73]
  - enthauptete im Dschungel der Provinz Quảng Tin ein Baby und stahl dessen Halskette[74]
  - verstümmelte regelmäßig Leichen von Vietnamesen, häufig schnitt er diesen die Ohren ab, sammelte sie und zog sie auf Halsketten auf[75]
  - schlug aus dem Gebiss von toten Vietnamesen Goldkronen und -zähne heraus und stahl sie[76]
  - skalpierte im Juni 1967 im Song Ve-Tal einen Gefangenen[3]
  - schmückte mit Skalps von Vietnamesen seinen Gewehrlauf[77]

### Verweigerung
Etwa ein Dutzend der jeweils eingesetzten rund 45 Männer weigerte sich, bei den Kriegsverbrechen mitzuwirken. Sie sonderten sich ab, legten ihre Gewehre nieder oder verweigerten Befehle zur Misshandlung beziehungsweise Tötung wehrloser Vietnamesen. Beispielsweise ignorierte der Gefreite und Sanitäter Rion Causey den Befehl, im Dschungel der Provinz Quảng Tin sieben unbewaffnete, gefangene männliche Dorfbewohner unterschiedlichen Alters zu erschießen. Auch der Gefreite Kenneth Kerney weigerte sich im Dschungel der Provinz Quảng Tin, auf unbewaffnete Dorfbewohner – Männer, Frauen und Kinder – zu schießen, trotz eines entsprechenden Befehls. Insbesondere viele neue Teammitglieder scheinen sich anfänglich geweigert zu haben, auf Personen zu schießen, die erkennbar Nichtkombattanten waren.

### Widerstand
Während des Vietnamkrieges leisteten einzelne amerikanische Soldaten aktiv Widerstand, indem sie die Tötung wehrloser Zivilisten verhinderten oder den Fortgang entsprechender Taten unterbanden. Das bekannteste Beispiel dafür ist der Hubschrauberpilot Hugh Thompson während des Massakers von Mỹ Lai.
Von den Mitgliedern der Tiger Force ergriff Feldwebel Gerald Bruner für einen unbewaffneten vietnamesischen Teenager Partei, als dieser im Dschungel von Quảng Tin durch einen anderen Tiger-Force-Soldaten mit dem Tod bedroht wurde. Bruner zwang seinen Kameraden mit vorgehaltener Waffe, von seinem Vorhaben abzulassen. Den Befehl von Feldwebel William Doyle, seinen Kameraden nicht mit der Waffe zu bedrohen, ignorierte Bruner.
William Carpenter versuchte die Misshandlung und Ermordung des 68-jährigen Zimmermanns Dao Hue zu verhindern (Näheres siehe oben bei James Hawkins und Harold Trout), scheiterte dabei jedoch ebenso wie Oberleutnant Donald Wood, der den Tatort zu spät erreichte und zudem von Trout niedergeschlagen wurde.

### Information von Vorgesetzten
Zwei Mitglieder der Tiger Force – Oberleutnant Donald Wood und Feldwebel Gerald Bruner – informierten im August 1967 wiederholt Vorgesetzte über von der Kampfeinheit verübte Kriegsverbrechen. Sie wollten damit armeeinterne Untersuchungen anstoßen, die jedoch nicht stattfanden. Bruner wurden psychische Probleme unterstellt, er wurde umgehend zu einer anderen Einheit versetzt. Die militärischen Vorgesetzten von Wood gaben an, sie könnten wenig ausrichten, und signalisierten ihren Unwillen, Nachforschungen zu beginnen, nur weil ein paar amerikanische Soldaten Gooks („Schlitzaugen“) töteten. In der 1971 schließlich doch einsetzenden Ermittlung gaben vier weitere Tiger-Force-Mitglieder an, dass die Vorgesetzten gewusst hatten, was im Einsatzgebiet geschah. Zugleich stellte sich heraus, dass Vorgesetzte der Tiger Force ihre Soldaten auf striktes Stillschweigen festgelegt hatten.

## Ermittlungen

### Auslöser und Umfang
Das United States Army Criminal Investigation Command (CID) untersuchte von Februar 1971 bis Juni 1975 die Vorwürfe gegen die Tiger Force. Die Ermittlungen kamen ins Rollen, weil Gary D. Coy, ein Soldat der C-Company (Cutthroats), Anfang 1971 über Gräuel während der Operation Wheeler Meldung machte. Vor dem Hintergrund des anstehenden Prozesses wegen des Massakers von Mỹ Lai wurden seine Hinweise ernst genommen. Der Armee-Jurist Gustav Apsey übernahm den Fall und trieb ihn hartnäckig voran. Der in den Militärregistern nicht verzeichneten Tiger Force kam er auf die Spur, indem er Coys Anschuldigungen systematisch mit jenen verglich, die der Journalist Dennis Lee Stout Ende 1969 erhoben hatte. In der Phoenix Arizona Gazette und auf einer Pressekonferenz in Phoenix hatte Stout Mitgliedern der B-Company (Barbarians) schwere Verbrechen vorgeworfen. Armee-Ermittler waren 1969 von Stouts Anschuldigungen allerdings nicht überzeugt und legten den Vorgang wegen mangelnder Beweise zu den Akten.
Rund 100 CID-Mitarbeiter befassten sich zwischen 1971 und 1975 mit der Tiger Force. Sie befragten 137 Zeugen, dabei sprachen sie in 63 Städten – in den Vereinigten Staaten, in Südkorea, in Deutschland und auf den Philippinen – mit Tiger-Force-Mitgliedern. Eine Reihe von Zeugen äußerte sich eingehend. Zwei Drittel der Befragten verweigerten jedoch die Aussage, zum Teil wurden sie dazu von CID-Mitarbeitern aufgefordert. Am Ende lag ein „Dossier mit erdrückenden Beweisen“ vor: Gemäß den Ermittlungen begingen 18 Soldaten Kriegsverbrechen. Eine Anklage wurde allerdings nie erhoben. Während der Ermittlungen wurde sechs Tatverdächtigen – unter ihnen ein Offizier – gestattet, aus dem Militärdienst auszuscheiden. Eine Strafverfolgung war in diesen Fällen nicht mehr möglich.

### Information von Behörden
Die Ermittlungsergebnisse wurden an das amerikanische Verteidigungsministerium und an den United States Secretary of the Army geschickt, ohne dort zu konkreten Maßnahmen zu führen. Hohe Beamte im Weißen Haus sind ebenfalls mehrfach über den Ermittlungsverlauf in Kenntnis gesetzt worden. Das trifft zum Beispiel für John Dean zu, den Rechtsberater von Präsident Richard Nixon. „Welche Rolle Präsident Nixon bei der Vertuschung der ‚Tiger Force‘-Verbrechen spielte, ist unklar. Zwei Jahre lang – von 1971 bis 1973 – erhielt das Weiße Haus wöchentlich Zusammenfassungen vom Stand aller wegen Kriegsverbrechen angestrengten Ermittlungsverfahren, darunter zehn Dossiers über die Todesschwadron ‚Tiger Force‘“. Seit der Presseberichterstattung über das Massaker von Mỹ Lai existierte in der amerikanischen Administration die Vietnam War Crimes Working Group. Nachdem Westmoreland als Kommandierender General des Military Assistance Command, Vietnam abgelöst war und die Position des Chief of Staff of the Army übernommen hatte, bildeten Mitglieder seines Umkreises im Pentagon diese Arbeitsgruppe, um über armeeinterne Untersuchungen zu Kriegsverbrechen auf dem Laufenden zu sein und um als politisches Frühwarn-System zu wirken. Die Protokolle und Unterlagen der Untersuchung über die Taten der Tiger Force wurden schließlich der National Archives and Records Administration überstellt.

## Mediale und wissenschaftliche Wahrnehmung

### Reportage im Toledo Blade und Pulitzerpreis
Nach dem Tod von Henry H. Tufts, von 1971 bis 1975 Leiter des CID, gingen Ende 2002 dessen Handakten an die Harlan Hatcher Graduate Library der University of Michigan. Im Februar 2003, noch vor der Archivierung dieser Unterlagen, konnten Mitch Weiss und Michael Sallah, zwei Reporter des Toledo Blade, die Akten einsehen. Sie enthielten unter anderem ein 22-seitiges Dokument mit dem Titel Coy Allegation (Coy-Anschuldigung), dessen Inhalte in der Öffentlichkeit bislang nicht bekannt waren. Gleiches galt für die in der Coy Allegation beschuldigte Kampfeinheit: die Tiger Force. Die beiden Journalisten, zu denen später der Investigativjournalist Joe Mahr hinzustieß, überzeugten ihre Vorgesetzten von der Brisanz des Materials und konnten mehr als acht Monate lang an dem Fall recherchieren. Sie interviewten Gustav Apsey, den Hauptermittler, der bislang aus Loyalität zur Armee geschwiegen hatte. Ferner identifizierten sie 65 frühere Angehörigen der Tiger Force, mit 43 von ihnen führten sie Interviews. Zudem werteten sie die archivierten Funkprotokolle der Einheit aus, um sich ein Bild über die jeweiligen Aufenthaltsorte der Einheit machen zu können. Die Journalisten reisten auch nach Vietnam und sprachen dort mit Überlebenden. Vom 19. bis zum 22. Oktober 2003 erschien im Toledo Blade schließlich die vierteilige Artikelserie „Buried Secrets, Brutal Truths“ (begrabene Geheimnisse, brutale Wahrheiten) über die Kriegsverbrechen der Tiger Force.
Nach der Veröffentlichung des Toledo Blade kündigte die amerikanische Armee eine Prüfung an, ob gegen die verdächtigen Mitglieder der Tiger Force nachträglich Anklage erhoben werden könne.
Am 3. Juni 2004 erhielten die drei Mitarbeiter des Toledo Blade für ihre Reportage den Pulitzerpreis in der Kategorie „Investigativer Journalismus“, dotiert mit 10.000 Dollar. Für die Zeitung war dies die erste und bislang einzige Auszeichnung dieser Art.

### Berichte anderer Medien
Nach der Veröffentlichung im Oktober 2003 griffen andere Medien die Story auf und berichteten ebenfalls, basierend auf den Erkenntnissen von Weiss, Sallah und Mahr. Zu diesen Medien gehörten die Agenturen Associated Press und Reuters, Zeitungen wie die International Herald Tribune, The Washington Post, The Miami Herald, The Boston Globe und die Chicago Tribune. Die Hauptnachrichtensendung ABC World News Tonight und das Magazin Nightline berichteten ebenfalls in umfassender Form über die Vorgänge. Die New York Times wertete die Bekanntmachung von Kriegsverbrechen amerikanischer Soldaten in Vietnam nach Jahrzehnten als wenig überraschend. Im April 2004 veröffentlichte Spiegel Online eine deutsche Übersetzung der Artikel des Toledo Blade.
Dennoch machten wichtige amerikanische Medien die Gräuel der Tiger Force nicht zum Aufmacher, wie Seymour Hersh kritisierte, der 1969 das Massaker von Mỹ Lai aufgedeckt hatte. Auch Scott Sherman bemängelte in The Nation das Ausbleiben einer umfassenden Darstellung der Tiger-Force-Verbrechen. Er vermutete, dass es 2003 und 2004 vielen Journalisten offenbar nicht opportun schien, derartige Verbrechen in den Mittelpunkt zu rücken – amerikanische Truppen führten schließlich im Irak einen Krieg.

### Buchveröffentlichungen
2006 veröffentlichten Michael Sallah und Mitch Weiss ein Buch über die Tiger Force. Das rund vierhundert Seiten starke Werk erschien bei Little, Brown and Company. Ein Jahr später kam die Taschenbuchausgabe heraus. Das Buch wurde in vielen amerikanischen Medien positiv besprochen. Eine Reihe von Rezensenten hob dabei die journalistische Leistung der Toledo-Blade-Reporter hervor.
In seiner 2007 publizierten Studie „Krieg ohne Fronten“ befasste sich der Historiker und Politikwissenschaftler Bernd Greiner mit der amerikanischen Kriegsführung in Vietnam und legte dabei ein besonderes Augenmerk auf Gewaltpraktiken von Bodentruppen und Hubschrauberbesatzungen. An mehreren Fallbeispielen zeigt er, dass das Massaker von Mỹ Lai keine Ausnahme gewesen ist, sondern derartige Gewalttaten wesentlich weiter verbreitet gewesen sind, als bislang bekannt. Zudem verdeutlicht er, dass die juristische Verfolgung derartiger Verstöße gegen das Kriegsvölkerrecht in der amerikanischen Armee sehr nachlässig war, man habe es mit „einer Erosion der militärischen Rechtskultur auf legalem Wege“ zu tun.
Greiner geht in dieser Studie auch auf die Taten der Tiger Force ein. Sie neigte als eine der bei den amerikanischen Bodentruppen verbreiteten „small units“ zur exzessiven Gewaltanwendung, weil sie sich im unbekannten und unübersichtlichen Kampfgebiet praktisch selbst die Rules of Engagement gab und weil Gewaltausübung innerhalb der Einheit die Chance zu Distinktions- und Reputationsgewinnen eröffnete. An ihrem Tun werde auch der Spaß am Töten deutlich, den einige der Täter hatten. Diese Faktoren seien nach Greiner wichtig zur Erklärung von ausufernder Kriegsgewalt, neben solchen Ansätzen, die auf Gruppendruck und Binnenkohärenz von weitgehend auf sich allein gestellten Kleingruppen verweisen.
Im Einsatzgebiet Vietnam, insbesondere im Dschungel, begünstigten viele Faktoren massive Gewalt und Kriegsverbrechen: Greiner nennt Macho-Verhalten und sein Pendant (die Angst, für einen Feigling gehalten zu werden), Kampfstress bis zur körperlichen Erschöpfung, rasch sich einstellende Gleichgültigkeit gegenüber Leid, die Obsession einer Allgegenwart des Vietkong, das immerwährende Misstrauen gegenüber einer fremden Natur, häufige Ohnmachtserfahrungen, ausgeprägten Hass auf vietnamesische Frauen sowie die sprachliche Erniedrigung und Entmenschlichung der Vietnamesen – sie wurden zum Beispiel gook, dink, dope oder slope genannt. Das Ausleben von Gewalt an Vietnamesen war aus Sicht der Täter ein Akt der Selbstvergewisserung durch Gewalttaten, des Besiegens der eigenen Angst und der Rache für das Erlebte.

## Anhang